# Oratorio della Santa Croce a Varliano
L'oratorio della Santa Croce a Varliano si trova in località Croce di Varliano, una frazione di Bagno a Ripoli, in provincia di Firenze.

## Storia
Fu fondato nell'ultimo quarto del XIII secolo dalla famiglia Peruzzi dei quali, in facciata, era murato lo stemma in pietra. Un'iscrizione, oggi mutila riporta: ...XXIV DIE PRI-MI- MAI...; se questa è la data di fondazione potrebbe riferirsi ad un periodo compreso tra il 1274 e il 1294. Non essendo una parrocchia sono rimaste pochissimi documenti su di essa.
Il 15 ottobre 1642 risulta rogato un atto testamentario a suo favore per la fondazione di una cappellina di Ognissanti mentre nel 1746, in occasione di una visita pastorale, l'oratorio risulta intitolato a sant'Antonio. In seguito fu abbandonato e nel 1812 venne venduto a dei privati. Nel 1832 però risulta nuovamente officiato.
Durante il terremoto del 18 maggio 1895 l'edificio fu gravemente danneggiato: la chiesa aveva "le tre campate di volta a crociera e le pareti laterali sconquassate da molti gravissimi cretti". Le lesioni procurate dal terremoto consigliarono di trasferire in Santo Stefano a Paterno il Crocifisso ligneo. Negli anni a seguire fu restaurato e furono fatte anche integrazioni in stile neoromanico.

## Descrizione
L'oratorio della Santa Croce consiste in un'aula rettangolare coperta da tre campate con volte a crociera costolonate ed è priva sia di abside che di scarsella; è un edificio di piccole dimensioni ma è una bella costruzione di carattere gotico che tuttora mostra un apparato decorativo di stile romanico.

### Esterno
La facciata, rialzata rispetto al piano della strada da quattro gradini, presenta un paramento murario in arenaria dorata mentre il resto dell'edificio è in conci di calcare avorio. La facciata è a capanna, inquadrata da due forti lesene e da una cornice concava; al centro si apre un occhio frutto del ripristino ottocentesco. Nella parte inferiore si apre il portale estradossato a tutto sesto con lunetta monolitica e con l'architrave fratturato che ha causato la perdita dell'iscrizione; il portale presenta numerose integrazioni e le pietre sono notevolmente consumate ma tutto questo non impedisce di apprezzare le linee originali. Sia sopra che sotto l'occhio si trovano, inserite nel paramento, i resti di due stemmi nobiliari oggi completamente cancellati.
La fiancata settentrionale è l'unica completamente visibile e mostra dei contrafforti che corrispondono alle volte interne; nelle specchiature si trovano due monofore strombate con cornice in pietra serena.
La parte tergale è inquadrata da lesene angolari ed è aperta al centro da una monofora con archivolto monolitico in pietra arenaria di dimensioni ampie; il paramento murario del timpano mostra chiaramente l'uso di materiali vari ed è frutto di un intervento realizzato in un secondo tempo rispetto alla fondazione. Sul timpano si imposta un campaniletto a vela in mattoni, opera anch'esso di restauro.

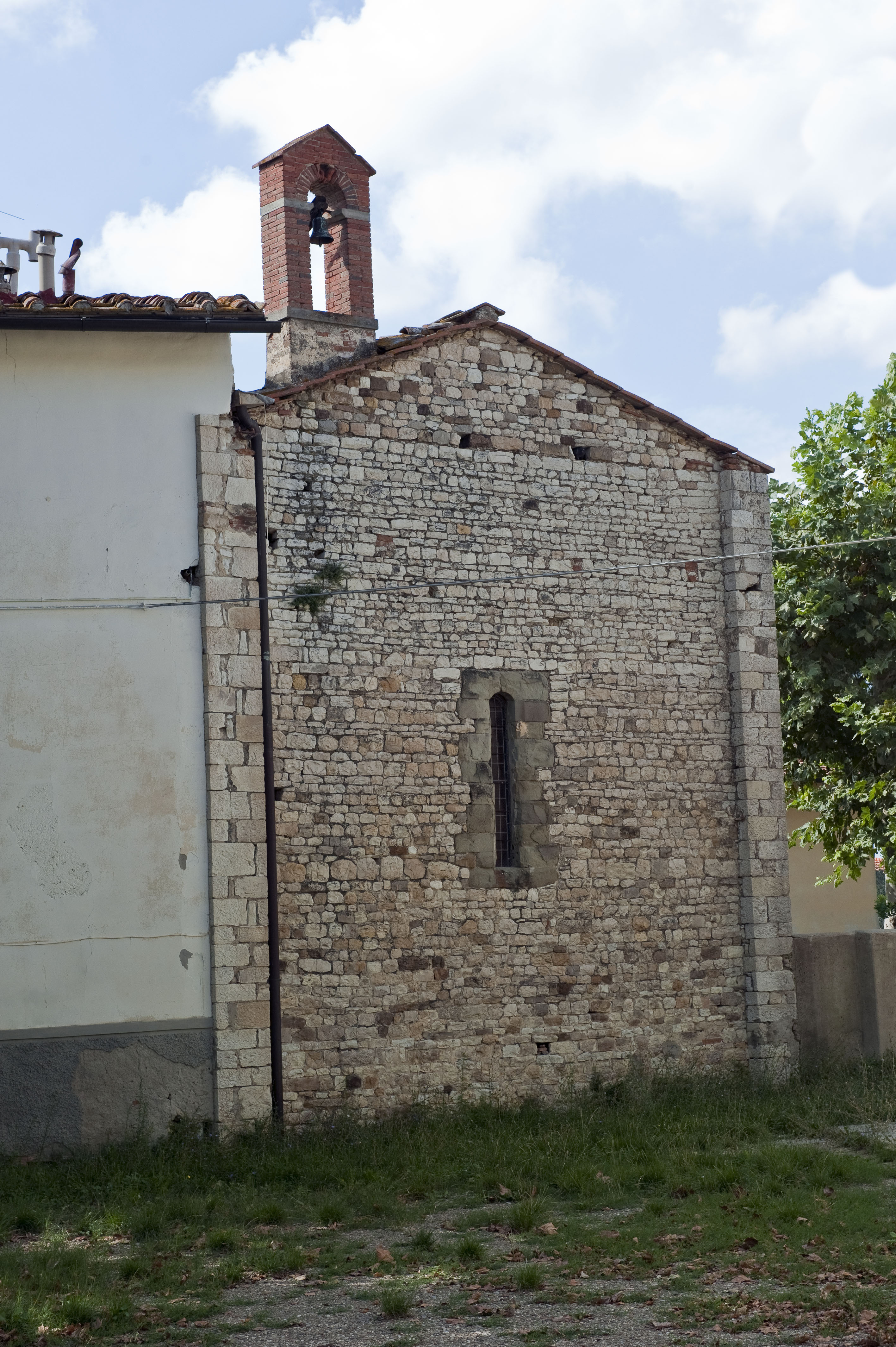
Parte tergale

### Interno
L'interno è suddiviso da tre campate di lunghezza diversa ed è completamente intonacato ad eccezione degli stipiti dei portali e dei sostegni verticali che sono stati lasciati in pietra nuda. Sia gli arconi divisori che i costoloni, di sezione ottagonale, si incrociano in chiavi decorate a rosette stellate e sono dipinti a monocromo sullo stile in voga a Firenze tra il XIII e XIV secolo. Nella parte destra si apriva un portale con architrave in arenaria poggiante su mensole concave ma oggi il portale è tamponato.
Il volume della navatella rettangolare è mosso da un paio di scalini che evidenziano la zona presbiteriale. Il piccolo altare presenta colonnette e capitelli scolpiti con motivi antropomorfi e zoomorfi e risale alla seconda metà del Duecento; questo altare proviene da un'altra chiesa.
Sulla parete sinistra si notano tracce di un disegno raffigurante Gesù sulla croce e scritte della seconda metà del XIV secolo.